# Toki Shigeyori
Toki Shigeyori (土岐 成頼?; 1442 – 5 maggio 1497) è stato un militare giapponese e fu capo del clan Toki durante il periodo Muromachi nella provincia di Mino. I caratteri del suo nome possono essere letti come Toki Nariyori. Divenne ottavo capo del clan Toki a quindici anni e fu figlio adottivo di Toki Mochimasu. I suoi figli includono Toki Masafusa e Toki Motoyori. Dopo esser diventato un monaco in età avanzata prese il nome di Muneyasu (宗安). I suoi resti si trovano nel tempio di Zuiryū-ji a Gifu.
Quando il figlio maggiore di Mochimasu, Toki Mochikane (土岐持兼) morì, il figlio di Mochikane fu scelto per essere il successivo shugo della provincia di Mino. Tuttavia Saitō Toshinaga, shugodai della provincia, favorì Shigeyori per diventare il successivo shugo. A quel tempo Shigeyori era un membro del clan parente degli Isshiki, ma fu adottato da Mochimasu a cui succedette nel 1467. Questo fu uno dei molti esempi del periodo Muromachi in cui gli shugodai s'imposero sugli shugo; tuttavia anche il clan Saitō vedrà il suo potere usurpato successivamente.
Nel 1467 Shigeyori combatté con l'armata settentrionale durante la guerra Ōnin. Comandò una forza di 8.000 uomini e combatté contro le forze stazionate a Kyoto; le sue azioni protessero la vita di Saitō Myōchin, lo shugodai corrente della provincia di Mino. Successivamente i clan Tomishima (富島氏 Tomishima-shi) e Nagae (長江氏 Nagae-shi) si schierarono con le armate orientali e iniziò una guerra civile nella provincia di Mino, ma Myōchin fu in grado di sconfiggerli.
Poiché esistevano timori che gli eserciti orientali sarebbero stati in grado di assumere il controllo del bakufu, le armate settentrionali si riorganizzarono e si unirono a monaci e altri forti gruppi dell'area. In questo modo Myōchin fu in grado di estendere il suo controllo sulle province di Owari, Ise, Ōmi e Hida e Shigeyori ebbe più influenza sulla stessa armata settentrionale.
Nel 1477 quando la guerra Ōnin finì, Shigeyori dette rifugio a Ashikaga Yoshimi e suo figlio Ashikaga Yoshitane, capi formali delle armate settentrionali, ritornando nella provincia di Mino. 
Dopo la morte di Myōchin nel 1480, Saitō Myōjun e Saitō Toshifuji combatterono per la successione. Myōjun vinse e aumentò il potere del clan Saitō sulla provincia.